# Cámaras
Cámaras es un pueblo despoblado de los actuales términos municipales de Loscos y Bádenas, en la comarca del Jiloca de la provincia de Teruel.

## Toponimia
En los textos medievales es siempre Camaras, como se ve en Rationes decimarum Hispaniae (1279-80):

item pro primitia de Camaras

No tiene necesariamente una relación etimológica con el latino CÁMARA y hay una serie de topónimos de origen céltico que Álvaro Galmés de Fuentes interpreta a partir del céltico CAMBA o COMBA ("curva", "valle concava", "coma", "pueyo alomado"). Topónimos turolenses que podrían tener una relación etimológica con Cámaras son Camarón y Camarillas.
En todo caso el río Cámaras toma su denominación por su origen en esta zona entre Collado de Per Esteban y Bádenas.

## Geografía
En la actualidad no hay ninguna partida de término con nombre Cámaras en ningún pueblo de la ribera del río Cámaras entre Zaragoza y Teruel. No obstante es posible la localización de Cámaras siguiendo textos antiguos. 
La localidad de Cámaras estaba situada entre las localidades de Bádenas y Collado de Per Esteban. La localización de Cámaras se conoce gracias a un texto de 1390 en el que tres miembros de la familia García Gil Tarín venden Cámaras a la Comunidad de Daroca:

que es clamado Camaras, sitiado en el Regno de Aragón, los terminos del qual afrenta de la una parte con termino lugar clamado el Collado per [Estevan] e con término de Badenas de la otra parte, con termino del Portuxello de Orich, aldeas de la dicha ciudat de Darocha.

Por otra parte un texto de 1560 relativo a la Casa de Ganaderos de Zaragoza y la Comunidad de Daroca permite corroborar esta localización. Es un texto de amojonamiento de dehesas y los habitantes de cada aldea  hacían una lista. Cámaras es mencionada dos veces como pertenencia tanto de Collado de Per Esteban como de Bádenas:

...tienen otra que es de la Pardina de Cámaras que está pardina despoblada, está encomendada al dicho lugar del Collado...

...que ellos en el dicho lugar de Bádenas tienen dos dehessa y otra de una pardina que la llaman la dehessa de la Pardina de Cámaras...

En este texto figuran dos microtopónimos que todavía existen: Peña Tajada en el actual Collado de Per Esteban y ermita de Santo Bartolomé en Bádenas.

## Historia
En el siglo XIV varias decenas de aldeas de Daroca y sus alrededores se despoblaron por la peste y las guerras. Este proceso debió de afectar a Cámaras , que ya no es citada como aldea en el "Libro de la manifestación del morabetín de las aldeyas de la ciudad de Daroca de 1373".